# Patriks Gailums
Patriks Gailums, född 10 maj 1998, är en lettisk spjutkastare.

## Karriär

### 2013–2018
I juli 2013 tog Gailums brons i spjutkastningstävlingen vid European Youth Summer Olympic Festival i Utrecht efter ett kast på 65,73 meter. Två år senare slutade han på 11:e plats vid ungdoms-VM i Cali efter ett kast på 66,75 meter. I juli 2016 satte Gailums ett nytt personbästa på 74,02 meter i kvalet vid junior-VM i Bydgoszcz. I finalen kom han inte upp till samma nivå och slutade på 11:e plats med ett kast på 66,84 meter.
I juli 2017 satte Gailums ett nytt personbästa efter ett kast på 81,91 meter vid en tävling i Valmiera, vilket även blev ett nytt världsårsbästa för juniorer. Senare samma månad vid junior-EM i Grosseto slutade han på fjärde plats efter ett kast på 73,43 meter. I juli 2018 tog Gailums brons vid lettiska mästerskapen i Riga efter ett kast på 75,57 meter. Följande månad slutade han på totalt 14:e plats i kvalet vid EM i Berlin med ett kast på 78,10 meter, vilket dock inte räckte för en finalplats.

### 2019–2022
I juli 2019 slutade Gailums på fjärde plats vid U23-EM i Gävle efter ett kast på 79,81 meter. Under samma månad tog han sitt andra raka brons vid lettiska mästerskapen i Ogre efter ett kast på 77,47 meter. I juni 2021 tog Gailums sitt tredje brons vid lettiska mästerskapen i Jelgava efter ett kast på 77,81 meter. I mars 2022 tog han silver vid Europacupen i kast i Leiria efter ett kast på 79,49 meter.
I maj 2022 förbättrade Gailums sitt personbästa två gånger. Först förbättrade han det med 66 centimeter till 82,57 meter vid en tävling i Ogre och sedan med över ytterligare en meter till 83,65 meter vid en tävling i Kalamata i Grekland. Följande månad tog Gailums silver vid lettiska mästerskapen i Valmiera och besegrades endast av Rolands Štrobinders. I juli 2022 tävlade han vid VM i Eugene, men gick inte vidare från kvalet i spjuttävlingen. Följande månad tävlade Gailums vid EM i München, där han slutade på sjätte plats i spjuttävlingen.

### 2023
I juni 2023 förbättrade Gailums sitt personbästa med 40 centimeter till 84,05 meter vid en tävling i Bergamo. I augusti 2023 tävlade han vid VM i Budapest men gick inte vidare från kvalet och slutade på totalt 21:a plats.

## Tävlingar

### Internationella
| År                    | Tävling                                | Plats                 | Placering             | Gren                  | Distans               |
| Tävlande för Lettland | Tävlande för Lettland                  | Tävlande för Lettland | Tävlande för Lettland | Tävlande för Lettland | Tävlande för Lettland |
| --------------------- | -------------------------------------- | --------------------- | --------------------- | --------------------- | --------------------- |
| 2013                  | European Youth Summer Olympic Festival | Utrecht               | 3:e                   | Spjutkastning (700 g) | 65,73 m               |
| 2015                  | Ungdomsvärldsmästerskapen              | Cali                  | 11:e                  | Spjutkastning (700 g) | 66,75 m               |
| 2016                  | Europacupen i kast (U23)               | Arad                  | 11:e                  | Spjutkastning         | 67,46 m               |
| 2016                  | Juniorvärldsmästerskapen               | Bydgoszcz             | 11:e                  | Spjutkastning         | 66,84 m               |
| 2017                  | Junioreuropamästerskapen               | Grosseto              | 4:e                   | Spjutkastning         | 73,43 m               |
| 2018                  | Europamästerskapen                     | Berlin                | 14:e (kval)           | Spjutkastning         | 78,10 m               |
| 2019                  | U23-europamästerskapen                 | Gävle                 | 4:e                   | Spjutkastning         | 79,81 m               |
| 2022                  | Europacupen i kast                     | Leiria                | 2:a                   | Spjutkastning         | 79,49 m               |
| 2022                  | Världsmästerskapen                     | Eugene                | 13:e (kval)           | Spjutkastning         | 79,66 m               |
| 2022                  | Europamästerskapen                     | München               | 6:e                   | Spjutkastning         | 78,82 m               |
| 2023                  | Världsmästerskapen                     | Budapest              | 21:a (kval)           | Spjutkastning         | 77,43 m               |

### Nationella
- Lettiska friidrottsmästerskapen (utomhus):
  - 2018:  Brons – Spjutkastning (75,57 meter, Riga)[14]
  - 2019:  Brons – Spjutkastning (77,47 meter, Ogre)[14]
  - 2021:  Brons – Spjutkastning (77,81 meter, Jelgava)[14]
  - 2022:  Silver – Spjutkastning (80,17 meter, Valmiera)[14]

## Personliga rekord
Utomhus
- Spjutkastning – 84,05 m (Bergamo, 10 juni 2023)[14]